# 1539 în literatură
- 1538 în literatură — 1539 în literatură — 1540 în literatură

Anul 1539 în literatură a implicat o serie de evenimente semnificative. 

## Evenimente
- Tipografie în Mexic.  Prima publicare a unei cărți (religioase) în Noua Spanie, în limba nahuatl (aztecă) și spaniolă.

## Nașteri
- 1 noiembrie: Pierre Pithou, avocat și erudit francez (d. 1596).

## Decese
Format:1539